# 태국 시간
태국 시간은 태국의 시간으로 UTC+07 시간대이디.

## 개요
2001년 탁신 친나왓 당시 총리는 태국의 세계 협정시를 같은 위도상의 국가들과 같은 UTC+08 시간대로 변경하는 의사를 발표하였지만 태국 국민들로부터 거센 반대 여론을 받으면서 무산되었다.

## 협정 세계시와의 환산
| 협정 세계시(UTC) | 태국 시간       |
| ---------------- | --------------- |
| 00:00            | 07:00           |
| 01:00            | 08:00           |
| 02:00            | 09:00           |
| 03:00            | 10:00           |
| 04:00            | 11:00           |
| 05:00            | 12:00           |
| 06:00            | 13:00           |
| 07:00            | 14:00           |
| 08:00            | 15:00           |
| 09:00            | 16:00           |
| 10:00            | 17:00           |
| 11:00            | 18:00           |
| 12:00            | 19:00           |
| 13:00            | 20:00           |
| 14:00            | 21:00           |
| 15:00            | 22:00           |
| 16:00            | 23:00           |
| 17:00            | (다음 날) 00:00 |
| 18:00            | (다음 날) 01:00 |
| 19:00            | (다음 날) 02:00 |
| 20:00            | (다음 날) 03:00 |
| 21:00            | (다음 날) 04:00 |
| 22:00            | (다음 날) 05:00 |
| 23:00            | (다음 날) 06:00 |

## 같이 보기
- 태국 태음력
- 태국 태양력